# カピバラさん
カピバラさんは、バンプレスト（2019年4月1日以降は、バンプレストを吸収合併したBANDAI SPIRITS）製作の、カピバラをモチーフにしたキャラクター。同社に在籍する女性12人で構成されたチーム「トライワークス」によって開発された。

## 歴史
2002年の秋頃から、トライワークスの前身「トライチーム」でさまざまなキャラクターを作り、社内の物販や景品など各事業部に売り込んでいた。カピバラさんは、その頃のプレゼンテーション用紙の端に書かれた落書きから生まれたとされている。カピバラさんが本物のカピバラと似ていないのは、その際にうろ覚えで書かれたためである。
2003年10月にクレーンゲームの景品のキャラクターの一つとして登場。その後、人気の高さから、クレーンゲーム以外でのキャラクター商品の展開を行うことになった。2007年4月から2008年3月の間に発売された関連商品は101シリーズ175アイテムにのぼる。
2005年7月に書籍化が決定。それと並行して同年8月ぬいぐるみを発売開始。最初に発売された「もふっとカピバラさんぬいぐるみ」は、2008年8月現在で10万個以上を売り上げる。
2006年7月に公式サイト開設。世界観が作られ始める。
2008年7月に携帯公式サイト「カピバラさんキュルっと広場」開設された。
2009年2月にタワーカフェとのコラボ企画として2月2日-2月15日の期間限定で「カピバラさんキュルっとカフェ」を開催。開催期間中は携帯サイトでの公募によるものを含む5品のカピバラさんスペシャルメニューが用意された。2009年の時点で累計市場（全商品の総売上）は約85億円、自社制作グッズは850種であった。
2010年で誕生5周年を迎える。これを記念してさまざまな限定商品の発売やキャンペーンが行われている。9月にはオフィシャルショップ「カピバラさんキュルっとショップ大阪梅田店」がキディランド梅田店内に開店した。
2011年4月にCD『カピバラさんのうた』を日本クラウンより発売（カピバラさんとマユミーヌ名義）。12月にはカピバラさんとマユミーヌ名義のCD第2弾『むぎゅっとぬっくし』を発売した。
2015年で誕生10周年を迎える。誕生10周年記念企画として、初の公式プロデュースウェディングの実施され、東京と大阪での期間限定10周年記念カフェのオープンと、東京での10周年記念イベントが実施された。作者も同行した10周年記念オリジナルツアーも実施された。
2020年で誕生15周年を迎える。誕生15周年記念企画として、期間限定ショップが東京や大阪でオープン。横浜市立金沢動物園や横浜・八景島シーパラダイスとのコラボイベントも実施した。10月にテレビ東京系「きんだーてれび」内にて、『アニメ カピバラさん』第1クールが放送開始。12月28日には公式ファンクラブ「キュルッとくらぶ」が発足した。
2021年1月にテレビ東京系「きんだーてれび」内にて、『アニメ カピバラさん』第2クールが放送開始。

## キャラクター
クレーンゲームの景品として登場した際には、キャラクターの設定などは一切存在しなかったが、商品展開を広げるに伴い世界観を設けるため、種々の設定が追加された。
本作のカピバラに共通する特徴
「ミドリノ草原」という草原に住む野生のカピバラである。普段は「キュルキュル」、怒ると「グッ」と鳴く。温泉が好き。普段はのんびりしているが、いざとなると時速50kmで走ることができる。
カピバラさん
一般的なカピバラと同じ茶色の体をしているカピバラの中の人気者。仔カピ達によく上に乗られるが気付かず昼寝してることが多い。
仔カピ
カピバラさんの風貌をそのまま小柄にしたような体であり、カピバラさんの弟分達。カピバラさんの真似をしたがる。大勢いる。
仔カピ兄
仔カピたちの中で1番先に生まれ、体格も良くお兄さん的存在。小さい仔カピ達のアニキ分として面倒見がよい頑張り屋さん。
リーゼントくん
リーゼントの髪に紫色の体をしている自称「不良（ワル）」。他のカピバラと同じがイヤでラベンダーで毛を紫に染める。口で「ブンブン（バイクのふかし音）」と言いながら歩いている。
ホワイトさん
珍しい白い雌のカピバラ。元から白いが、より美白に磨きをかけるため、苦い草を食べるなどの努力をしている。なお、ホワイトさんの両親の色は他のカピバラと同じ色である 。
あついさん
黄色の体をしており、熱血的な性格で小さなことでも感動する。
ベージュさん
都会から来たハンサムなカピバラ。とても紳士。毛並みが良い。
カピ爺
髭を蓄えた年配のカピバラでちょっぴり物知りだが、その知識はあまり当てにならない。仔カピ達の人気者。
リャマさん
悪気はないが自分の思ったことをいってしまうリャマ。ラマとも呼ばれるらしい。
なまけものくん
行動が遅いが、自分では怠けているつもりは無い。鳥ではない。リャマさんの口車に乗せられたことがきっかけで葉っぱをお金だと思い込み集めている。
ノミくん
情報通でいろいろなことを知っている。ノミなので近寄られると痒い。
プレーリーさん
双子のプレーリードッグ。
飼育係のお兄さん
カピバラさんなどをお世話する青い服を着たお兄さん。カピバラさんの言いなり。普段は都会の動物園で働いており、休日にミドリノ草原へ遊びに来て世話をしている。
いわいさん
「カピバラさん」誕生5周年を祝うため、ミドリノ草原に降り立ったカピバラの神様。頭に烏帽子を被り口に打出の小槌をくわえている。
仔いわいさん
いわいさんのお供。いつもいわいさんに振り回されているが、そんないわいさんが大好き。
ひだまりさん
「カピバラさん」誕生7周年を記念して登場した、すずらん谷からやってきたカピバラ。背中にはお花を背負っており感謝の気持ちを大切にしている。

## オフィシャルショップ
「ミドリノ草原にようこそ」をコンセプトとしているカピバラさんグッズ専門店である。現在は5店舗が営業している。
キュルッとショップ
カピバラさんの商品を大規模に扱っている。
- 大阪梅田店 - 2010年9月23日開店 - 阪急三番街北館地下1階 キデイランド大阪梅田店内

オフィシャルショップの1号店である。売り場面積は20坪である。
- 神戸店 - 2014年4月18日開店 - 神戸ハーバーランドumieモザイク棟2階

神戸店の開店を記念して、「船長になったカピバラさんたちが神戸の街を楽しくクルージングしているデザイン」の神戸店限定アート「神戸キュルーズ」を使用した限定グッズが販売された。
キュルッとショップK-pocket
カピバラさんの商品を多数取り扱っている。
- 吉祥寺店 - 2010年10月15日開店 - コピス吉祥寺A棟6階「キャラパーク吉祥寺」内

関東地方では初出店である。開店初日は同フロアに存在するリラックマストアと共に、非常階段の6階から1階まで続く行列を形成するほどの混雑が見られた。
- 福岡パルコ店 - 2015年3月14日開店 - 福岡パルコ8階 キデイランド福岡パルコ店内

福岡パルコ店の開店を記念して、「カピバラさんとなまけものくんが博多どんたくを楽しんでいるデザイン」の福岡限定描きおろし｢どんたく～ん｣を使用した限定グッズが販売された。
以下の店舗は閉店。
- 上小田井店 - 2015年7月3日開店 - 2021年10月31日閉店 - mozoワンダーシティ3階 キデイランド上小田井店内

上小田井店の開店を記念して、「徳川家康」風のカピバラさんとリャマさんデザイン」の上小田井限定描きおろし｢ぶしょ～ん｣を使用した限定グッズが販売された。閉店後も名古屋および中部地方での催事を企画していく旨がアナウンスされた。
・東京駅店‐2011年7月7日開店　‐2022年8月31日閉店　‐東京駅一番街B1階、東京駅店内
当初開店した際には、爆発的人気があり3日間で売上目標の200％越えを記録した。
- ららぽーとEXPOCITY店 - 2015年11月19日開店 - ららぽーとEXPOCITY3階 キデイランドららぽーとEXPOCITY店内

ららぽーとEXPOCITY店の開店を記念して、「のすのすカピバラさんタワーとサンサンと降り注ぐ太陽の明かりがEXPOCITYのにぎやかさを表したデザイン」を使用した限定グッズが販売された。アートに描かれている「A Place In The Sun」は「陽のあたる場所」を意味する。閉店日は不明である。

## 関連書籍

### 漫画
以下の書籍はゴマブックスより発売。
- マンガ カピバラさん（2007年12月1日発行、ISBN 978-4-77-710826-8）
- マンガ カピバラさん2（2008年5月7日発行、ISBN 978-4-77-710925-8）
- マンガ カピバラさん3（2009年5月1日発行、ISBN 978-4-77-711369-9）

以下の書籍は主婦と生活社より発売。
- 4コマ カピバラさん（2010年7月16日発行、ISBN 978-4-391-13908-2）
- 4コマ カピバラさん 2（2011年12月2日発行、ISBN 978-4-391-14135-1）
- 4コマ カピバラさん 3（2012年11月9日発行、ISBN 978-4-391-14273-0）
- くらだしカピバラさん とててて編（2013年9月20日発行、ISBN 978-4-391-14421-5）
- くらだしカピバラさん もで～ん編（2013年9月20日発行、ISBN 978-4-391-14420-8）
- 4コマ カピバラさん 4（2014年9月19日発行、ISBN 978-4-391-14486-4）
- 4コマ カピバラさん 5（2015年7月24日発行、ISBN 978-4-391-14733-9）
- 4コマ カピバラさん 6（2020年4月17日発行、ISBN 978-4-391-20236-6）

### フォトブック
以下の書籍はゴマブックスより発売。
- カピバラさん（2005年8月10日発行、ISBN 978-4-77-710182-5 / 新装版：2007年11月5日発行、ISBN 978-4-77-710796-4）
- カピバラさん2 のんびり一週間編（2007年2月10日発行、ISBN 978-4-77-710554-0 / 新装版：2007年11月5日発行、ISBN 978-4-77-710797-1）
- カピバラさんスペシャルBOX（2007年12月3日発行、ISBN 978-4-77-710801-5）

### ムック
以下の書籍は宝島社より発売。
- カピバラさんのキュルッと毎日（2011年12月10日発行、ISBN 978-4-7966-8809-3）
- カピバラさんのんびりまったり～んBOOK（2012年10月29日発行、ISBN 978-4-8002-0374-8）
- カピバラさんお楽しみ BOX BOOK（2013年10月19日発行、ISBN 978-4-8002-1661-8）
- カピバラさん とててて おさんぽBOOK（2014年7月17日発行、ISBN 978-4-8002-2854-3）

以下の書籍は主婦と生活社より発売。
- カピバラさん 10周年サンキュルッとBOOK（2015年7月15日発行、ISBN 978-4-391-63805-9）
- カピバラさんのまいにち（2020年4月17日発行、ISBN 978-4-391-15466-5）

### ファンブック
以下の書籍は主婦と生活社より発売。
- カピバラさん キュルキュルファンブック（2012年4月27日発行、ISBN 978-4-391-14164-1）
- カピバラさん サンキュルッとファンブック（2015年10月23日発行、ISBN 978-4-391-14734-6）

### シールブック
以下の書籍は主婦と生活社より発売。
- カピバラさん シールブック（2011年12月2日発行、ISBN 978-4-391-14134-4）

### 実用書（料理）
以下の書籍はメディアソフトより発売。
- かんたんかわいいプリントクッキーの作り方（2015年7月24日発行、ISBN 978-4-864-25136-5）

以下の書籍は主婦と生活社より発売。
- カピバラさんのごはんとおやつ（2015年10月30日発行、ISBN 978-4-391-14786-5）

### 実用書（占い）
以下の書籍はゴマブックスより発売。
- 開運カピバラさん占い（2005年12月10日発行、ISBN 978-4-77-710256-3）

## CD
- カピバラさんのうた（歌：カピバラさんとマユミーヌ、2011年4月13日、日本クラウン）[33]
- むぎゅっとぬっくし（歌：カピバラさんとマユミーヌ、2011年12月7日、日本クラウン）[34]